# Julidochromis
Julidochromis là một chi cá hoàng đế trong phân họ Pseudocrenilabrinae của họ cá hoàng đế. Tên tiếng Anh thường gọi của chúng là julies, chúng là các loài bản địa của Hồ Tanganyika ở Đông Phi Nhiều loài cá trong chi này được ưa chuộng để nuôi là cá cảnh.

## Đặc điểm
Chi này hiện hành có 06 loài được mô tả và chúng có mối quan hệ gần gũi với Chalinochromis với hai loài thỉnh thoảng được coi là loài lai do quá trình phối giống tạp giao Chúng là những con cá cỡ nhỏ và trung bình với kích thước chừng 7–15 xentimét hay 2,8–5,9 inch). Mối quan hệ di truyền của Julidochromis được xác định không dễ dàng nhất là với Chalinochromis, những xét nghiệm DNA cho thấy Chalinochromis có quan hệ gần gũi với J. dickfeldi và J. ornatus và J. transcriptus, trong khi J. marlieri và J. regani thì quan hệ tương cận với Telmatochromis. 

## Các loài
Hiện hành có 06 loài được ghi nhận trong chi này:
- Julidochromis dickfeldi Staeck, 1975
- Julidochromis marksmithi W. E. Burgess, 2014 [4]
- Julidochromis marlieri Poll, 1956
- Julidochromis ornatus Boulenger, 1898 (Golden julie)
- Julidochromis regani Poll, 1942 (Convict julie)
- Julidochromis transcriptus Matthes, 1959 (Masked julie)